# DRAMATIC (カシオペアのアルバム)
| 専門評論家によるレビュー | 専門評論家によるレビュー |
| レビュー・スコア         | レビュー・スコア         |
| 出典                     | 評価                     |
| ------------------------ | ------------------------ |
| Allmusic                 | [ 2 ]                    |

『DRAMATIC』（ドラマティック）は日本のフュージョンバンド、カシオペアの24枚目のアルバム。

## 収録曲
| #         | タイトル                                                      | 作詞      | 作曲               | 時間 |
| --------- | ------------------------------------------------------------- | --------- | ------------------ | ---- |
| 1.        | 「シーン1：グローリー」(Glory)                                | -         | 野呂一生           | 4:05 |
| 2.        | 「シーン2：フライ・トゥ・ザ・サン」(Fly to the Sun)           | -         | 野呂一生           | 4:29 |
| 3.        | 「シーン3：ザ・トルネイド」(The Tornado)                      | -         | 野呂一生           | 4:01 |
| 4.        | 「シーン4：シャドウ・オブ・ミッドナイト」(Shadow of Midnight) | -         | 野呂一生           | 4:32 |
| 5.        | 「シーン5：ライフ・ゴーズ・オン」(Life Goes On)               | -         | 鳴瀬喜博、野呂一生 | 4:38 |
| 6.        | 「シーン6：ヴォイス・フロム・アザーズ」(Voice From Others)    | -         | 野呂一生           | 4:39 |
| 7.        | 「シーン7：キュービック・ミュージック」(Cubic Music)          | -         | 向谷実             | 3:41 |
| 8.        | 「シーン8：エインシェント・ロマン」(Ancient Roman)            | -         | 向谷実             | 4:28 |
| 9.        | 「シーン9：ショッキング・ファンクション」(Shocking Function)  | -         | 熊谷徳明           | 4:01 |
| 10.       | 「シーン10：道」(Michi)                                       | -         | 野呂一生           | 3:36 |
| 11.       | 「シーン11：オリエンタル・スピリッツ」(Oriental Spirits)      | -         | 向谷実             | 4:35 |
| 12.       | 「シーン12：キー・オブ・ミラクル」(Key of Miracle)            | -         | 野呂一生           | 4:14 |
| 合計時間: | 合計時間:                                                     | 合計時間: | 50:59              |      |

## 参加ミュージシャン

### CASIOPEA
- 野呂一生 — エレクトリックギター、アコースティック・ギター
- 向谷実 — キーボード
- 鳴瀬喜博 — ベース
- 熊谷徳明 — ドラム

### ゲスト・ミュージシャン
- 仙波清彦 — パーカッション

## 制作クレジット
- サウンド・プロデューサー — カシオペア
- エグゼクティブ・プロデューサー — 水谷義昭 (Yoshiaki Mizutani), Yoshihiro Akiya
- プロデューサー — Kyoji Kato
- ディレクター — Hideyuki Akiyama
- アーティスト・マネージメント — 井上貴志 (Takashi E. Norway)
- テクニシャン — 堀内靖 (Yasushi Horiuchi), Shigeo Matsuyama, Yoshiki Murayama

- レコーディング・ミックスエンジニア — 杉森浩二 (Koji Sugimori)
- アシスタント・エンジニア — Kazuyoshi Hirayama
- レコーディング・エンジニア — Tomoyuki Sumi

- アートディレクション、デザイン — 柳沢智 (Satoshi Yanagisawa)
- アシスタント — Katsumichi Nagai
- 写真 — Yukinori Tokoro
- インナー・フォト — Takashi Kitamura, 鳴瀬喜博 (シーン5)
- スタイリスト — Mikio Mochizuki
- ヘアー・メイク — 渋沢栄祐（Eisuke Shibusawa）

- リマスタリング - 鈴木浩二 (2016/7/27 ハイリゾ版)

## リリース日一覧
| 地域 | リリース日     | レーベル                       | 規格                      | カタログ番号                | 備考                            |
| ---- | -------------- | ------------------------------ | ------------------------- | --------------------------- | ------------------------------- |
| 日本 | 1993年5月21日  | アルファレコード               | 12cmCD                    | ALCA-487                    | Stereo                          |
| 日本 | 1994年6月29日  | アルファレコード               | 12cmCD                    | ALCA-9016                   |                                 |
| 日本 | 2002年2月20日  | ヴィレッジ・レコード           | デジタルリマスター 12cmCD | VRCL-2216                   | DSD,、紙ジャケ                  |
| 日本 | 2002年3月13日  | ヴィレッジ・レコード           | デジタルリマスター 12cmCD | VRCL-2236                   | DSD                             |
| 日本 | 2009年5月27日  | ソニー・ミュージックダイレクト | デジタルリマスター 12cmCD | MHCL-20018                  | DSD、ブルースペックCD、紙ジャケ |
| 日本 | 2016年2月3日   | ソニー・ミュージックダイレクト | デジタル・ダウンロード    | 1076265701                  | iTunes Store                    |
| 日本 | 2016年2月3日   | ソニー・ミュージックダイレクト | デジタル・ダウンロード    | 4582290414096               | mora AAC-LC 320kbps             |
| 日本 | 2016年2月3日   | ソニー・ミュージックダイレクト | デジタル・ダウンロード    | A2000673652                 | レコチョク AAC 320kbps          |
| 日本 | 2016年2月3日   | ソニー・ミュージックダイレクト | デジタル・ダウンロード    | B01B5AV390                  | Amazon.co.jp                    |
| 日本 | 2016年2月3日   | ソニー・ミュージックダイレクト | デジタル・ダウンロード    | Bkqmsavadqewmwlrbhncvrgbdoy | Google Play Music               |
| 日本 | 2016年7月27日  | ソニー・ミュージックダイレクト | デジタル・ダウンロード    | 4582290418766               | mora DSD 2.8MHz/1bit            |
| 日本 | 2016年7月27日  | ソニー・ミュージックダイレクト | デジタル・ダウンロード    | smj4582290418766            | e-onkyo DSD 2.8MHz/1bit         |
| 日本 | 2016年7月27日  | ソニー・ミュージックダイレクト | デジタル・ダウンロード    | 11195                       | HD-music DSD 2.8MHz/1bit        |
| 日本 | 2016年7月27日  | ソニー・ミュージックダイレクト | デジタル・ダウンロード    | 4582290418759               | mora FLAC 96.0kHz/24bit         |
| 日本 | 2016年7月27日  | ソニー・ミュージックダイレクト | デジタル・ダウンロード    | A2000673652                 | レコチョク FLAC 96kHz 24bit     |
| 日本 | 2016年7月27日  | ソニー・ミュージックダイレクト | デジタル・ダウンロード    | smj4582290418759            | e-onkyo FLAC 96kHz 24bit        |
| 日本 | 2016年7月27日  | ソニー・ミュージックダイレクト | デジタル・ダウンロード    | 11204                       | HD-music FLAC 96kHz/24bit       |
| 日本 | 2016年7月27日  | ソニー・ミュージックダイレクト | デジタル・ダウンロード    | 12de2ab533f8e00c7093        | AWA 320kbps                     |
| 日本 | 2016年11月10日 | ソニー・ミュージックダイレクト | デジタル・ダウンロード    | 4JtrbQ9MCFWgOQOoE1SJwl      | Spotify                         |

## タイアップ
| トラック番号 | 曲名                   | タイアップ                                      |
| 1            | 「グローリー (Glory)」 | テレビ東京系列「Jリーグ中継」オープニングテーマ |